# SNCF Logistics
 (janvier 2015).
Si vous disposez d'ouvrages ou d'articles de référence ou si vous connaissez des sites web de qualité traitant du thème abordé ici, merci de compléter l'article en donnant les références utiles à sa vérifiabilité et en les liant à la section « Notes et références ».
SNCF Logistics était une branche de la Société nationale des chemins de fer français (SNCF). Elle regroupait l'ensemble des activités de transport de marchandises et représentait environ un tiers du chiffre d'affaires du groupe SNCF. Elle disparaît en 2020 lors de la réorganisation du groupe consécutive à la transformation de la SNCF en société anonyme. Les sociétés Rail Logistics Europe et Geodis lui succèdent.
Elle regroupait toutes les activités de transport de marchandises et logistique — par la route et par le fer — du groupe SNCF.

## Présentation
En 2004, le groupe SNCF présente un nouvel organigramme comportant une branche « fret ». Celle-ci est renommée « transport et logistique » en 2006.
Le groupe SNCF acquiert la totalité de Geodis en 2008. La branche transport et logistique du groupe prend alors le nom de SNCF Geodis. 
Seul Fret SNCF est sous statut EPIC, toutes les autres sociétés de la branche relèvent du droit privé. Ces filiales sont groupées sous la société de portefeuille Transport et Logistique Partenaires (TLP) qui fut créé en 2007 en regroupant 39 des plus que 600 filiales et participations de SNCF Participations avec des activités dans le transport de marchandises et la logistique. TLP les organise dans divers sous-holdings.
Grâce à Geodis, le groupe SNCF se dote d’un réseau mondial et multimodal associant route (31 % de l’activité), rail (28 %), maritime (16 %) et aérien (10 %), et met le cap sur les grands clients internationaux. L'ambition affichée est de se placer « dans le top 5 des opérateurs mondiaux de logistique ».
Le 1er janvier 2015, SNCF Geodis devient SNCF Logistics. 
Début 2016, Geodis acquiert l'entreprise américaine OHL.
En novembre 2017, STVA est cédée à la Compagnie d'affrètement et de transport.
En 2020, la SNCF et ses filiales deviennent des sociétés anonymes à capitaux publics. Une nouvelle organisation du groupe est mise en place. Les activités fret ferroviaire sont regroupées dans une nouvelle entité nommée Rail Logistics Europe, Geodis est directement rattaché à la société mère SNCF tandis que Ermewa est vendue à la Caisse de dépôt et placement du Québec et DWS.

## Composition
- Groupe Geodis (100 % après une OPA amicale en 2008 pour acquérir les 57 % manquants).

- Entreprises ferroviaires :
  - Fret SNCF, transport ferroviaire de marchandises en France ;
  - Voies ferrées locales et industrielles, VFLI, (100 %), transport ferroviaire de marchandises en France ;
  - Captrain, transport ferroviaire de  marchandises en Europe (ancienne Veolia Cargo et filiales à l'étranger de Fret SNCF).

- Gestion du parc matériel (wagons, locomotives) :
  - Groupe Ermewa (100 % en 2009) ;
  - France Wagons (100 % Groupe Ermewa) ;
  - Société de Gérance de Wagons, SGW, (67,5 %) ;
  - Compagnie des Transports Céréaliers, CTC, (100 % Groupe Eemeva) ;
  - SEGI (98,96 %) ;
  - Akiem (50 % Groupe Ermewa), société de location de locomotives et locotracteurs.

- Transport combiné :
  - Naviland Cargo (94,37 %) anciennement CNC Transports, Compagnie Nouvelle de Conteneurs ;
  - C-Modalohr Express (51 %) ;
  - Districhrono (100 %) ;
  - Froidcombi (48,93 %) ;
  - Rouch Intermodal (98,96 %) ;
  - Sefergie (98,96 %) ;
  - Novatrans, entreprise de transport combiné acquise en 2009 et revendue en 2013.

- Commission de transport et transports spécialisés :
  - Logistra (99,80 %) ;
  - Fret International (100 %) (converti en 2007 à Transport et Logistique Partenaires) ;
  - Sealogis (100 %) ;
  - STVA (81,93 %), vendue en 2017 ;
  - Edifret (60,84 %).

- Commission de transport à dominante ferroviaire :
  - Forwardis (regroupe Écorail, Ermechem, Ermefret, Captrain Solutions et Captrain UK), créée le 1er janvier 2016[2].